# Левкович Арсен Михайлович
Арсен Михайлович Левкович — (нар.17 квітня 1945, с. Жадень, Дубровицького району, Рівненської області, УРСР — 12 січня 1991, м. Дубно, Рівненської області) — письменник, перекладач, шахіст, графік.

## Життєпис
Арсен Левкович народився 17 квітня 1945 року в селі Жадень, Дубровицького району, Рівненської області. З дитячих літ був хворобливою дитиною, мав порушення опорно-рухового апарату. У 1965 році переїхав у Крим до сестри, а з 1967 року перебував у Дубенському будинку-інтернаті. Школу закінчив екстерном у місті Дубно.
Деб'ютував у газеті «Червона зірка». Згодом його твори з'явилися в альманаху «Вітрила–79». Публікувався у періодичних виданнях: «Жовтень», «Дніпро» та «Молодь України». Деякі вірші Арсена Михайловича покладено на музику. Писав також прозу. Займався рецензуванням та перекладацькою діяльністю. У 1991 році за підтримки поета М. Пшеничного вийшла поетична збірка «Не жди сльози», посмертно.
У 1977 році став лауреатом Міжнародного конкурсу шахових композицій.
Помер 12 січня 1991 року у місті Дубно Рівненської області.
В пам'ять Арсена Михайловича Левковича у Жаденській школі відкрито Кімнату-музей. У Державному історично-культурному заповіднику міста Дубно, зберігаються спортивні нагороди, малюнки, літературні видання, фотознімки Левковича. У 2005 році на фасаді Дубенського медичного коледжу встановлено меморіальну дошку.

## Творчість
Графіка :
- «Осінь»(1970),
- «Плач дощу»(1970),
- «Лелече гніздо» (1970).

Збірка поезій «Не жди сльози» (1991).

## Відзнаки
Лауреат обласної молодіжної премії ім. М. Максися.